# 15-й Вирджинский пехотный полк
15-й Вирджинский пехотный полк (англ. The 15th Virginia Infantry Regiment) — пехотный полк армии Конфедерации, набранный в штате Вирджиния во время Гражданской войны в США. Он сражался почти исключительно в составе Северовирджинской армии.

## Формирование
15-й Вирджинский полк был сформирован 17 мая 1861 года. Его роты были набраны в Ричмонде и округах Энрико и Гановер. Первым командиром полка стал полковник Томас Пирсон Огуст. 1 июля 1861 года все 10 рот полка были приняты на службу в армию Конфедерации.
Полк имел следующий ротный состав:
- Рота A (Henrico Grays) - округ Энрико
- Рота B (Virginia Life Guard) - Ричмонд
- Рота C (Patrick Henry Rifles) - округ Гановер
- Рота D (Henrico Guard) - округ Энрико
- Рота E (Ashland Grays) - округ Гановер
- Рота F (Emmett Guard) - Ричмонд
- Рота G (Southern Guard) - округ Энрико
- Рота H (Young Guard) - Ричмонд
- Рота I (Hanover Grays) - округ Гановер
- Рота K (Marion Rifles) - Ричмонд (рота, набранная из ричмондских немцев)

Летом 1861 года подполковником был Уильям Дабни Стюарт, выпускник Вирджинского военного института. В сентябре его перевели в 56-й Вирджинский пехотный полк и назначили его командиром.

## Боевой путь
После формирования полк был направлен на Вирджинский полуостров и в сентябре включён в бригаду Лафайета Маклоуза.
В начале кампании на полуострове полк был включён в бригаду Пола Семса (в составе дивизии Маклоуза) и участвовал в сражении при Уильямсберге, затем отступал к Ричмонду вместе со всей бригадой, и затем прошёл все сражения Семидневной битвы. В сражении при Малверн-Хилл полк потерял 1 человека убитым и 8 ранеными, в их числе - полковника Огуста.
После кампании на полуострове дивизия Маклоуза некоторое время стояла под Ричмондом, затем была направлена на север и присоединилась к Северовирджинской армии во время мерилендской кампании. 15-й вирджинский к этому моменту насчитывал 128 человек и командовал им капитан Эмметт Морриссон. Полк сражался при Энтитеме, где капитан Моррисон был ранен и командование принял капитан Эдвард Уиллис.
В ноябре 1862 года бригада Семса была переформирована и 15-й Вирджинский полк был переведён в новую бригаду, которую возглавил Монтгомери Корсе. 
Полк принял участие во Втором сражении при Петерсберге, 16 июня захватив крайний северный участок оборонительной линии Хоулетта, днём ранее оставленной конфедератами, которые были переброшены под Питерсберг.